# Liste der pakistanischen Hochkommissare im Vereinigten Königreich
Der pakistanische Hochkommissar in London ist regelmäßig auch bei der Regierung in Dublin als Botschafter akkreditiert.
Von 1972 bis 1989, als Pakistan nicht dem Commonwealth of Nations angehörte, waren die Leiter
der Auslandsvertretung in London als Ambassador to the Court of St James’s akkreditiert.
Das Pakistan Office of the High Commissioner befindet sich in 35 Lowndes Square.
Der Hochkommissar residiert im  Metropolitan Borough of Hampstead.

## Hochkommissare
| Ernannt / Akkreditiert | Name                     | Bemerkungen                        | ernannt von              | während der Regierung von | Posten verlassen |
| ---------------------- | ------------------------ | ---------------------------------- | ------------------------ | ------------------------- | ---------------- |
| 20. Sep. 1948          | Habib Ibrahim Rahimtoola |                                    | Khawaja Nazimuddin       | Winston Churchill         | 1952             |
| 1952                   | Abol Hassan Ispahani     |                                    | Ghulam Muhammad          | Winston Churchill         | 1954             |
| 1955                   | Mohammed Ikramullah      | vorher und hinterher Außenminister | Iskander Mirza           | Anthony Eden              | 22. Dez. 1959    |
| 1962                   | Mohammad Yousuf          |                                    | Mohammed Ayub Khan       | Harold Macmillan          | 1964             |
| 1965                   | Agha Hilaly              |                                    | Mohammed Ayub Khan       | Harold Wilson             |                  |
| 1966                   | Samiullah Khan Dehlavi   |                                    | Mohammed Ayub Khan       | Harold Wilson             | 1968             |
| 15. Okt. 1968          | Hukam Dad                |                                    | Mohammed Ayub Khan       | Harold Wilson             |                  |
| 14. Nov. 1969          | Ahmed Ali Salman         |                                    | Agha Muhammad Yahya Khan | Harold Wilson             | 1972             |
| 1972                   | Mumtaz Daultana          | Mian Mumtaz Mohammed Khan Dualtana | Zulfikar Ali Bhutto      | Edward Heath              | 1973             |
| 1973                   | Ahmed Ali Salman         |                                    | Fazal Ilahi Chaudhry     | Edward Heath              | 1974             |
| 1974                   | Mumtaz Daultana          |                                    | Fazal Ilahi Chaudhry     | Harold Wilson             | 1978             |
| 1978                   | Fazlur Rahman Khan       |                                    | Mohammed Zia ul-Haq      | James Callaghan           | 1980             |
| 1980                   | Usman Amin               |                                    | Mohammed Zia ul-Haq      | Margaret Thatcher         | 1981             |
| 1981                   | Ali Arshad               |                                    | Mohammed Zia ul-Haq      | Margaret Thatcher         | 1988             |
| 1987                   | Shahryar Khan            |                                    | Mohammed Zia ul-Haq      | Margaret Thatcher         | 1990             |
| 1990                   | Humayun Khan             |                                    | Ghulam Ishaq Khan        | John Major                | 1992             |
| 1991                   | Khalid M. Shafi          |                                    | Ghulam Ishaq Khan        | John Major                | 1993             |
| 1994                   | Wajid Shamsul Hasan      |                                    | Faruk Ahmad Khan Leghari | John Major                | 1997             |
| 1998                   | Akbar S. Ahmed           | [ 2 ]                              | Mohammed Rafiq Tarar     | Tony Blair                | 2000             |
| 2004                   | Abdul Kader Jaffer       |                                    | Pervez Musharraf         | Tony Blair                |                  |
| 2005                   | Maliha Lodhi             |                                    | Pervez Musharraf         | Tony Blair                | 2009             |
| 22. Juni 2008          | Wajid Shamsul Hasan      |                                    | Asif Ali Zardari         | Gordon Brown              |                  |